# Agência Municipal do Meio Ambiente de Goiânia

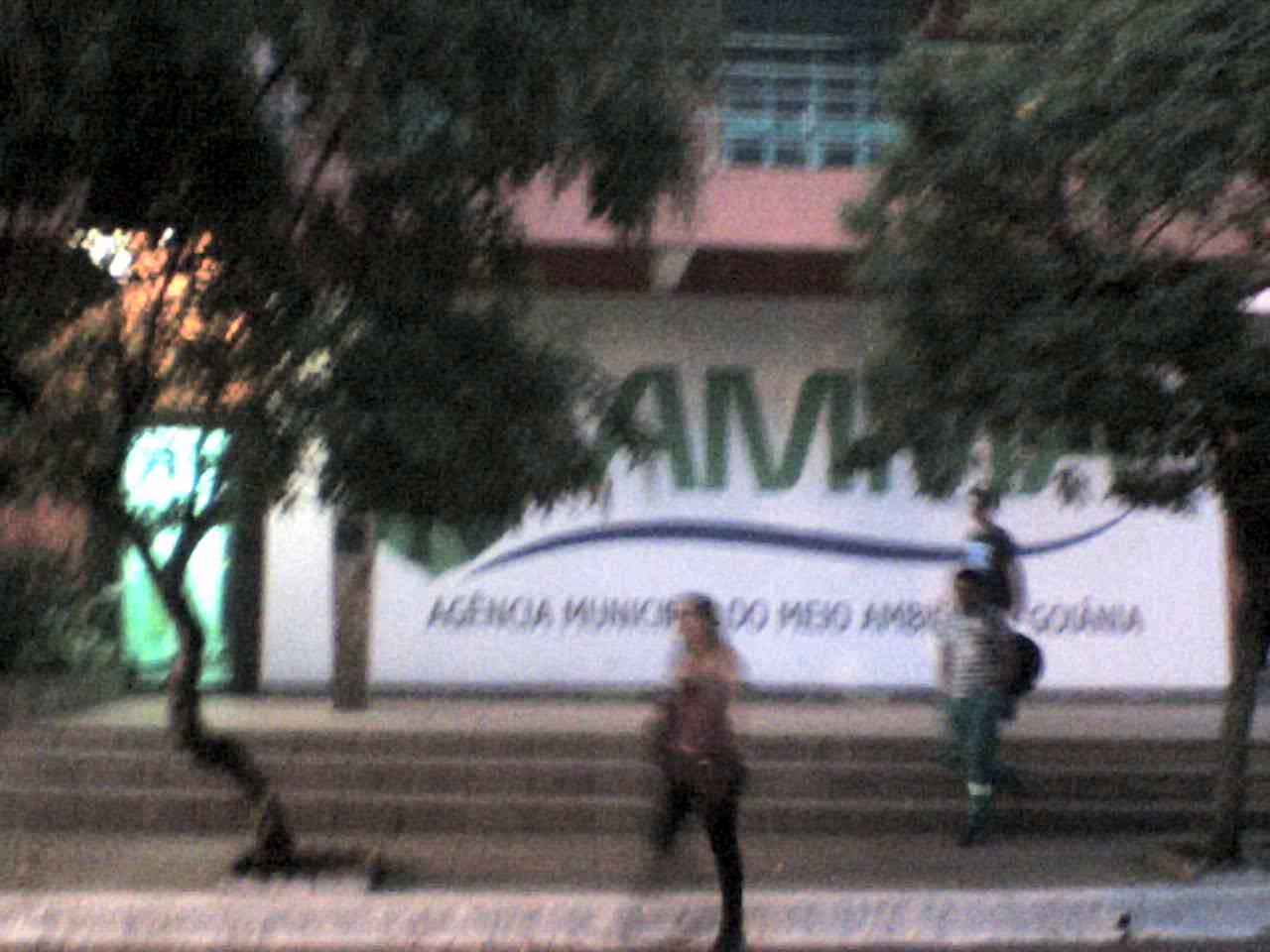
Sede da AMMA, no Centro da cidade.

A Agência Municipal do Meio Ambiente de Goiânia, conhecida como AMMA é um órgão da prefeitura da cidade responsável por tratar questões voltadas ao meio ambiente. Foi fundada através da Lei 8537, de 20 de junho de 2007, em substituição da antiga Secretaria Municipal do Meio Ambiente, conhecida como Semma.